# Zbičina
Zbičina je naselje na otoku Cresu. Administrativno, naselje pripada gradu Cresu.

## Zemljopisni položaj
Nalazi se južno od Valunskog zaljeva, na nadmorskoj visini od oko 230 metara.
Najbliža naselja su Valun (1 km sjeveroistočno) i Pernat (3 km sjeverozapadno).

## Stanovništvo
Prema popisu iz 2001. godine, naselje ima 13 stanovnika.
| broj stanovnika |       |       | 59    | 69    | 81    | 73    |       |       | 71    | 64    | 51    | 34    | 23    | 17    | 13    | 5     | 3     |
|                 | 1857. | 1869. | 1880. | 1890. | 1900. | 1910. | 1921. | 1931. | 1948. | 1953. | 1961. | 1971. | 1981. | 1991. | 2001. | 2011. | 2021. |

## Vanjske poveznice
- Grad Cres: Naselja na području grada Cresa